# Navahermosa
Navahermosa è un comune spagnolo di 3 878 abitanti situato nella comunità autonoma di Castiglia-La Mancia.